# Plaque ibérique
Ne doit pas être confondu avec Péninsule Ibérique ou Iberia (terrane).

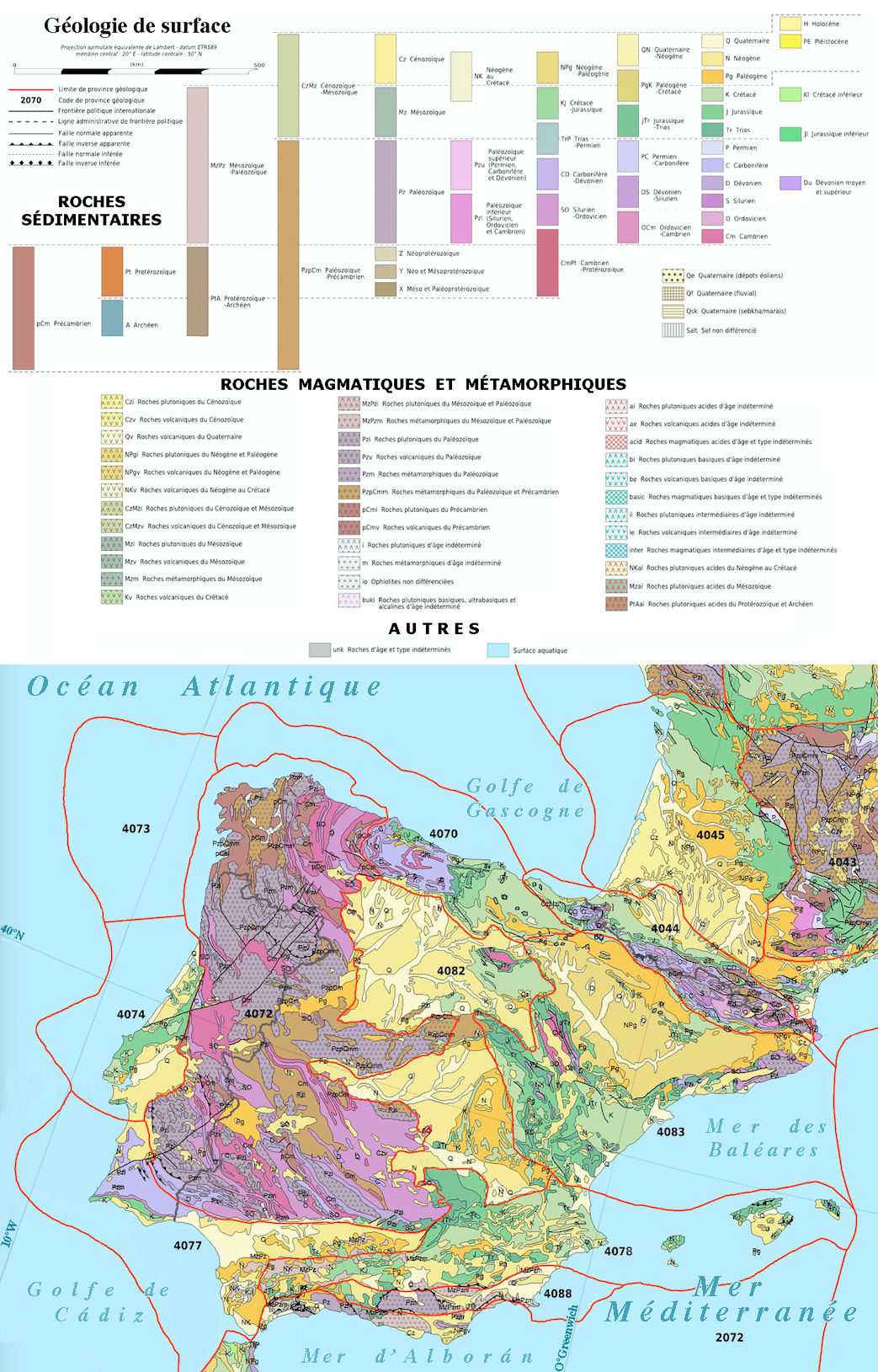
Géologie de la péninsule ibérique.

Carte des structures hercyniennes en Europe avec la plaque ibérique sur la gauche.

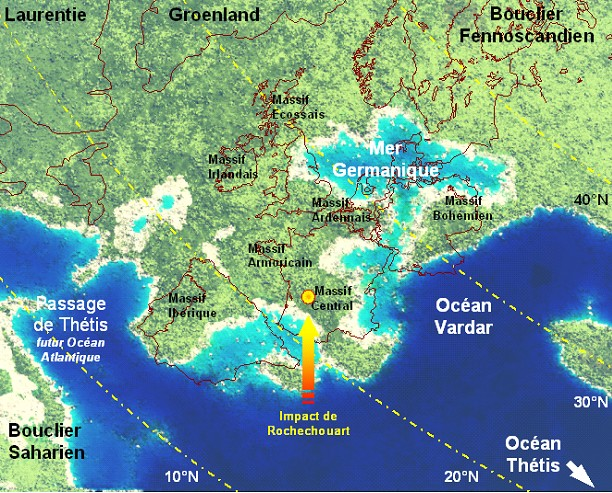
Carte de l’Europe au Norien (220 Ma), la plaque ibérique n'ayant pas encore commencé sa rotation.

La plaque ibérique est une petite plaque tectonique, dite aussi micro-plaque, actuellement soudée depuis la fin de l'Oligocène à la plaque eurasienne dont elle fait partie intégrante, sur laquelle reposait la péninsule Ibérique mais aussi les îles Baléares, la Corse, la Sardaigne et peut-être le Briançonnais.
Concernant sa nomenclature scientifique lorsque celle-ci était indépendante de la plaque eurasienne, on trouve aussi les appellations Iberia,,,, traduit en français par Ibéria, ou encore Ibérie.
La plaque ibérique contenait principalement la péninsule ibérique, mais aussi les îles Baléares, la Corse, la Sardaigne, et le Briançonnais (maintenant dans les zones Alpes pennines). Elle s'est soudée à la plaque eurasiatique lors de l'orogenèse alpine, formant la chaîne pyrénéo-provençale. La formation des Alpes, suivie d'un phénomène d'extension tectonique à partir du Miocène, en a fait se séparer les îles Baléares, la Corse, la Sardaigne, et le Briançonnais.

## Histoire
La plaque ibérique proviendrait de la Laurasia dont elle se serait désolidarisée à la fin du Crétacé. C'est l'ouverture de l'Atlantique Nord (entre -130 et -100 Ma) suivie par celle du golfe de Gascogne qui a conduit à désolidariser la plaque ibérique du domaine européen. Ce rifting océanique est à l'origine de l'ouverture du golfe de Gascogne, par un pivotement anti-horaire de la plaque sur elle-même. Cette rotation s'accompagne à l'est par une subduction sous la plaque eurasienne puis une collision de leurs masses continentales respectives. Cette subduction puis collision ont participé à la formation des Pyrénées, notamment durant le Mésozoïque. Au cours de cette ère géologique se produisent deux épisodes de rifting sur sa bordure septentrionale, caractérisés par la formation d'importants bassins de sédimentation, liés à des subsidences successives.
Sur la bordure méridionale de cette ancienne plaque, le déplacement de la plaque africaine vers le nord occasionne des tensions tectoniques complexes à l'origine de la formation des cordillères bétiques[réf. nécessaire].
À partir de la fin de l'Oligocène, la plaque ibérique cesse d'être une plaque tectonique à part entière en se soudant à la plaque eurasienne et en adoptant son comportement.
Cette rotation a laissé une cicatrice, le gouf de Capbreton.